# Stercobilina
La stercobilina è un pigmento marrone responsabile del colore delle feci.
La sua formula bruta è C33H46N4O6.
Per via della sua struttura molecolare la stercobilina rientra nella classe dei tetrapirroli.
È stata isolata per la prima volta nel 1932. Viene considerata, insieme con l'urobilina, un indice biochimico dell'inquinamento delle acque.

## Metabolismo
La stercobilina è uno dei prodotti di degradazione dell'eme contenuto nell'emoglobina.
Nell'organismo sano, gli enzimi del corpo riducono l'eme prima a biliverdina e dunque a bilirubina.
Quest'ultima viene raccolta e parzialmente modificata nel fegato, per finire nell'intestino attraverso la bile.
Per opera del microbiota umano, la bilirubina viene ridotta a mesobilirubinogeno, che viene trasformato in stercobilinogeno, che per ossidazione diventa stercobilina.
La maggior parte della stercobilina intestinale viene eliminata attraverso le feci; una parte minore viene riassorbita e trasportata nel fegato attraverso il sangue.
Nel fegato la stercobilina subisce la trasformazione in urobilinogeno e quindi in urobilina, che viene eliminata con l'urina.